# Françoise Bertieaux
Françoise Bertieaux, née le 17 septembre 1958 à Uccle, est une femme politique belge bruxelloise, membre du Mouvement réformateur (MR).

## Biographie

### Formation
Elle est licenciée en droit en 1981 de l'Université catholique de Louvain, diplômée en marketing, agrégée de l'enseignement secondaire supérieur du Sacré-Cœur de Linthout à Bruxelles et licenciée en études théâtrales.

### Carrière politique
Françoise Bertieaux commence sa carrière politique comme conseillère provinciale du Brabant.
Elle est membre du Parlement de la Région de Bruxelles-Capitale depuis le 15 juillet 1999 à titre de suppléante appelée à siéger puis le 5 octobre 2001 devient membre du Parlement de la Communauté française et Cheffe de groupe. En 2019, Françoise Bertieaux met fin à sa carrière politique. Elle fait le choix de déménager à New York afin d'accompagner son mari qui travaille à l'ONU, où elle s'adonne à la peinture.
Elle fut également échevine à Etterbeek et  présidente du centre public d'action sociale (CPAS) d'Etterbeek (2013).
Le 7 juillet 2023, elle revient à la politique belge en succèdant à Valérie Glatigny qui a démissionné de son poste de ministre de l’Enseignement supérieur pour raison de santé,. Le 19 juillet 2023, elle devient ministre de l'Enseignement supérieur, de la Jeunesse, de l'Aide à la jeunesse, de la Recherche scientifique, des Hôpitaux universitaires et de la Promotion de Bruxelles au sein du Gouvernement de la Fédération Wallonie-Bruxelles

## Polémique
Lors de sa nomination en tant que ministre de l’enseignement supérieur, des hôpitaux universitaires et de la recherche scientifique, des utilisateurs de la plateforme Twitter ont exhumé d'anciens tweets datant d'avril 2021. Les tweets mettent en doute l'utilité de la vaccination contre le covid-19. Ils semblent questionner la stratégie globale de lutte contre la covid. Ces tweets ont entre-temps été supprimés. Le cabinet de la ministre a depuis lors expliqué qu'elle s'est fait vacciner trois fois, convaincue de l'utilité de se protéger.

## Décoration
- Chevalier de l'ordre de Léopold (2009)[5]